# SuperLiteシリーズ
SuperLiteシリーズは、サクセスが発売している廉価版ソフトのシリーズである。
PlayStation用のSuperLite1500と、PlayStation 2用のSuperLite2000、ニンテンドーDS用のSuperLite2500に大別される。その他、SuperLite 3in1とSuperLite Goldシリーズ（どちらもPlayStation用）も存在する。パソコン用のStandard1500も存在した。
ラインナップの中にはKIDなど他社が発売した作品の廉価版も存在するが、こういった作品ではオリジナルとの間にセーブデータの互換性がない物もある。
廉価版である際は、オリジナル版が発売された後に販促物や派生物（店頭特典テレカ、ゲーム雑誌、ライトノベルなど）で使用されたイラストが、特典画像としてゲームクリア後のおまけモードで参照できるようになる場合がある（SuperLiteシリーズについてそのような施策が行われる場合は、公式サイトならびにパッケージにその存在が明記される）。

## 作品リスト

### SuperLite1500シリーズ
対応機種：プレイステーション
- コットンオリジナル
- おえかきパズル
- ロードランナー レジェンドリターンズ
- アステロイド
- ザ・カーリング
- テナントウォーズα
- 魔紀行
- 麻雀II
- ピンボール ゴールデンログレス
- エンドレス・シーズン
- リバーシII
- カードII
- ゲームで青春
- 四柱推命 マーク矢崎監修
- 西洋占星術 マーク矢崎監修
- 花札II
- 将棋II
- 新生トイレの花子さん
- UNO
- スーパーカジノスペシャル
- F-1 GRAND PRIX チーム運営シミュレーション
- 数独2
- スタースイープ
- タワードリーム2
- ザ・ゲームメーカー
- ロードランナー2
- HOOOCKEY!!
- Castrol HONDA スーパーバイクレーシング
- Castrol HONDA VTR
- リングオブサイアス
- ディープフリーズ
- THE TETRIS
- Memories Off
- フィッシング倶楽部 ボートの釣り
- フィッシング倶楽部 浜の釣り
- フィッシング倶楽部 防波堤の釣り
- デザエモンKids!
- よしもと麻雀倶楽部 デラックス
- ストライカーズ1945II
- サイバー大戦略
- クイックス2000
- クレージーバルーン2000
- 数独4
- おえかきパズル4
- Screen 〜スクリーン〜
- フランベルジュの精霊
- 上海DYNASTY
- おえかきパズル5
- クロスワード3
- ナンクロ4
- 数独5
- スリザーリンク
- 改訂版 マーク矢崎の四柱推命
- 改訂版 マーク矢崎の西洋占星術
- 〜麻雀戦術〜 安藤 満プロの亜空間殺法
- TONY HAWK'S PRO SKATER
- エミーリア
- KONOHANA:TrueReport
- 風水入門
- X-MEN MUTANT ACADEMY
- モンスターコンプリワールド
- 伝説獣の穴
- 麻雀占い フォルトゥーナ 〜月の女神たち〜
- ボンボート
- あすか120%ファイナル BURNING Fest. FINAL
- BATTLE QIX
- KEEPER
- スパイダーマン
- オプション チューニングカーバトル スペックR
- 後夜祭
- プリズマティカリゼーション
- ウィザーズハーモニーR
- ウィザーズハーモニー2
- ウィザーズハーモニー復刻版
- アドヴァンストVG2
- アドヴァンスト ヴァリアブル・ジオ
- ルナ・ウイング 〜時を越えた聖戦〜
- コットン100%
- ファーランドサーガ 時の道標
- ファーランドストーリー 四つの封印
- カルネージハート
- A列車で行こう4 エボリューショングローバル
- ザ・ファミレス
- A5 A列車で行こう5
- ネオアトラス
- 大阪湾岸バトル
- カルネージハートEZ
- ネオアトラス2
- A列車で行こうZ めざせ！大陸横断
- ザンファイン
- バトルすごろく ハンター

### SuperLite 3in1シリーズ
対応機種：プレイステーション
- アーケードクラシック集(クイックス、スペースチェイサー、クレージーバルーン)
- おえかきパズル集(おえかきパズル(1)、おえかきパズル(2)、おえかきパズル(3))
- カードゲーム集(カードII、花札II、アンゴルモア99)
- クイズ集(クイズマスターレッド、クイズマスターイエロー、クイズマスターブルー)
- クロスワード集(クロスワード、クロスワード(2)、クロスワード(3))
- 数独集(数独、数独(2)、数独(3))
- 釣りゲーム集(防波堤の釣り篇、ボートの釣り篇、浜の釣り篇)
- ナンクロ集(ナンクロ、ナンクロ(2)、ナンクロ(3))
- ボードゲーム集(バトルすごろくハンター、チキチキちきん、パンゲア)

### SuperLite Goldシリーズ
対応機種：プレイステーション
- みんなの麻雀
- おてなみ拝見
- ウィザードリィ ニュー エイジ オブ リルガミン
- みんなのオセロ
- みんなの囲碁
- みんなのチェス
- みんなの将棋 初級編
- みんなの将棋 中級編
- みんなの将棋 上級編
- ウィザードリィ リルガミン サーガ

### SuperLite2000シリーズ
対応機種：PlayStation 2
- 麻雀
- 将棋
- 囲碁
- オセロ
- 東京バス案内 今日からキミも運転手
- 此花2 届かないレクイエム
- おえかきパズル
- サイヴァリア ミディアムユニット
- ナンクロ
- サイヴァリア リビジョン
- ビッグバス バス釣り完全攻略
- 数独
- テトリス 〜KIWAMEMICHI〜
- クロスワード
- ZOOO
- UNO
- 箱庭鉄道 ～ブルートレイン・特急編～
- わくわくバレー2
- 花札
- 想い出にかわる君 〜Memories Off〜
- 此花パック 〜3つの事件簿〜
- Memories Off Duet
- Never7 -the end of infinity-
- Ever17 -the out of infinity- Premium Edition
- 平成博徒伝
- めざせ!チェスチャンピオン
- めざせ!スーパーハスラー
- めざせ!スーパーボウラー
- メモオフみっくす
- 吉野家
- Remember11 -the age of infinity-
- 藍より青し
- Memories Off 〜それから〜
- アカイイト
- Monochrome
- ようこそ ひつじ村
- Memories Off After Rain Vol.1 折鶴
- Memories Off After Rain Vol.2 想演
- 此花4 〜闇を祓う祈り〜
- Memories Off After Rain Vol.3 卒業
- 東京バス案内2
- Memories Off #5 とぎれたフィルム
- Memories Off 〜それから again〜
- アオイシロ

### SuperLite2500シリーズ
対応機種：ニンテンドーDS
特に明記してしなければCERO：A（全年齢対象）。
- 激辛ナンプレ2500問
- クリムゾン・ルーム
- カスタム麻雀
- BRICKDOWN ブロックくずしのフランス革命
- 女子高生逃げる！心霊パズル学園 ※CERO：B（12才以上対象）
- 東京お台場カジノ ※CERO：B（12才以上対象）
- ちょっとアイマのコルパイルDS
- クイズの旅〜鉄道旅情編
- トルネードV（キャンセル）